# Jennine Detiveaux
Pas d'image ? Cliquez ici

b Matchs officiels uniquement.
Jennine Detiveaux, née le 12 novembre 1993, est une joueuse internationale américaine de rugby à XV évoluant au poste d'ailier.

## Biographie
Jennine Detiveaux naît le 12 novembre 1993. En 2022, elle joue pour le club d'Exeter Chiefs en Angleterre. Elle est retenue en septembre 2022 pour disputer sous les couleurs de son pays la Coupe du monde en Nouvelle-Zélande.